# Liste der Windkraftanlagen im Landkreis Stade
Die Liste von Windkraftanlagen im Landkreis Stade bietet einen Überblick über die installierten Windkraftanlagen im gesamten Landkreis Stade in Niedersachsen. Als Windparks gelten Standorte mit drei oder mehr Anlagen. Wieder abgebaute Anlagen ohne Repowering am gleichen Standort sind durchgestrichen..Anlagen mit Stahlfachwerkturm sind durch Kursivschrift gekennzeichnet. Auch Kleinwindkraftanlagen und Windpumpen sind hier vertreten. Da laufend neue Windkraftanlagen errichtet werden, erhebt diese Liste keinen Anspruch auf Vollständigkeit.
Die Liste enthält ausschließlich an Land errichtete Windkraftanlagen.

## Übersicht
| Name                                 | Baujahr                  | Gesamt- leistung (MW) | Anzahl | Typ (WKA)                                                                                                 | Ort                   | Gemeinde        | Koordinaten                 | Projektierer / Betreiber                                  | Bemerkungen |
| ------------------------------------ | ------------------------ | --------------------- | ------ | --- | --------------------- | --------------- | --------------------------- | --------------------------------------------------------- | --- |
| Windkraftanlage Aschhorn             | 1992                     | 0,225                 | 1      | Vestas V27-225kW (1×)                                                                                     | Aschhorn              | Drochtersen     | 53° 41′ 35″ N, 9° 20′ 33″ O | Morgenwind GbR                                            | |
| Windkraftanlage Gräpel               | 1992                     | 0,18                  | 1      | Enercon E-18 (1×)                                                                                         | Gräpel                | Estorf          | 53° 34′ 27″ N, 9° 10′ 23″ O |                                                           | Repowering war geplant. Mittlerweile zurückgebaut |
| Windkraftanlage Hamelwörden          | 1996                     | 0,6                   | 1      | Tacke TW 600 (1×)                                                                                         | Hamelwörden           | Wischhafen      | 53° 47′ 24″ N, 9° 19′ 58″ O |                                                           | |
| Windkraftanlage Hammah               | 1995                     | 0,02                  | 1      | elektrOmat 10 kW (1×)                                                                                     | Hammah                | Hammah          | 53° 36′ 28″ N, 9° 22′ 21″ O |                                                           | 2014 brach ein Rotorblatt der Brümmer BW120 zur Hälfte ab, welches durch einen Holzeigenbau ersetzt wurde. 2015 Abbau der Brümmer-BW120-Anlage |
| Windkraftanlagen Harsefeld           | 1997                     | 1,2                   | 2      | Tacke TW 600e (2×)                                                                                        | Harsefeld             | Harsefeld       | 53° 26′ 21″ N, 9° 31′ 49″ O |                                                           | |
| Windkraftanlagen Hüll                | 2007                     | 4,0                   | 2      | Enercon E-70 (2×)                                                                                         | Hüll                  | Drochtersen     | 53° 42′ 26″ N, 9° 18′ 17″ O | WPD, Naturstrom Anlagen GmbH                              | Der erste Naturstrom eigene Windpark |
| Windkraftanlage Klein Fredenbeck     | 1995                     | 0,5                   | 1      | Enercon E-40/5.40 (1×)                                                                                    | Klein Fredenbeck      | Fredenbeck      | 53° 30′ 15″ N, 9° 21′ 27″ O |                                                           | Trägt den Namen „Flora“ |
| Windkraftanlagen Krautsand           | 2024                     | 0,5                   | 2      | WTN 250i (2×)                                                                                             | Krautsand             | Drochtersen     | 53° 43′ 44″ N, 9° 24′ 21″ O | Hatecke GmbH                                              | erste Anlage bereits errichtet, zweite Anlage in Bau, spätere Erweiterung geplant (1× WTN 250i) |
| Windkraftanlagen Neuland             | 1996                     | 1,2                   | 2      | Vestas V44-600kW (2×)                                                                                     | Neuland               | Engelschoff     | 53° 39′ 21″ N, 9° 17′ 6″ O  |                                                           | 2021 Brand an einer der Anlagen, die nach Reparatur wieder in Betrieb genommen wurde Seit 2023 ist die Anlage vorübergehend stillgelegt |
| Windkraftanlagen Nindorf-Theisbrügge | 1997                     | 1,2                   | 2      | Vestas V44-600kW (2×)                                                                                     | Nindorf               | Drochtersen     | 53° 42′ 57″ N, 9° 21′ 13″ O | Morgenwind GbR                                            | Am 06.02.24 ist die Gondel von einer Anlage abgebrannt Von dieser Anlage steht aktuell nur noch der Turm, ein Neuaufbau dieser Anlage ist geplant |
| Windkraftanlage Wangersen            | 1995                     | 0,6                   | 1      | Tacke TW 600 (1×)                                                                                         | Wangersen             | Ahlerstedt      | 53° 21′ 25″ N, 9° 24′ 55″ O |                                                           | |
| Windkraftanlage Wiepenkathen         | 1997                     | 0,6                   | 1      | Vestas V44-600kW (1×)                                                                                     | Wiepenkathen          | Landkreis Stade | 53° 34′ 21″ N, 9° 23′ 21″ O |                                                           | |
| Windpark Agathenburg                 | 1995                     | 4,95                  | 9      | Euroturbine ET 550/41 (9×)                                                                                | Agathenburg           | Agathenburg     | 53° 33′ 42″ N, 9° 33′ 53″ O |                                                           | errichtet an der A 26 Repowering von 9× Euroturbine ET 550/41 geplant |
| Windpark Ahrenswohlde-Wohnste        | 2001 2002 2009 2011–2012 | 52,0                  | 23     | Enercon E-82 E2 (3×) Enercon E-82 E2 (20×)                                                                | Ahrenswohlde Wohnste  | Ahlerstedt      | 53° 22′ 24″ N, 9° 29′ 49″ O | AWOMO                                                     | Repowering 2012 (20× Enercon E-82 E2 statt 20× Enercon E-40/6.44 und 10× Enercon E-66/18.70) |
| Windpark Apensen                     | 2001 2009 2015 2017      | 44,25                 | 23     | Vestas V66-1.75MW (19×) Vestas V80-2MW (1×) Nordex N117/3000 (2×) Enercon E-115 (1×)                      | Apensen               | Apensen         | 53° 27′ 13″ N, 9° 35′ 24″ O | WKN AG                                                    | Im Juli 2008 Brand an einer Vestas V66-1.75MW. 2009 Repowering (1× Vestas V80-2MW für 1× Vestas V66-1.75MW). Erweiterung um 9 Anlagen geplant |
| Windpark Bargstedt-Ohrensen          | 2017                     | 29,4                  | 7      | Enercon E-126 EP4 (7×)                                                                                    | Bargstedt Ohrensen    | Bargstedt       | 53° 29′ 11″ N, 9° 28′ 23″ O |                                                           | |
| Windpark Balje-Hörne                 | 1995 2000                | 10,6                  | 10     | Enercon E-40/5.40 (3×) AN Bonus 1300/62 (7×)                                                              | Hörne                 | Balje           | 53° 48′ 55″ N, 9° 4′ 14″ O  | N.prior energy                                            | |
| Windpark Breitendeich-Kajedeich      | 2003 2010 2016           | 35,65                 | 16     | GE Wind Energy 1.5sl (4×) AN Bonus 2000/76 (5×) REpower MM82 (2×) Enercon E-101 (3×) Senvion 3.2M114 (2×) | Kajedeich             | Oederquart      | 53° 47′ 45″ N, 9° 14′ 55″ O | Energiekontor                                             | 2016 Repowering (2× Senvion 3.2M114 statt 1× GE Wind Energy 1.5sl) 2022 Vandalismus und Zerstörung mit einem Bagger am Trafo-Haus der AN Bonus 2000/76 Anlagen |
| Windpark Brest                       | 2000 2021                | 28,0                  | 5      | Vestas V150-5.6MW (5×)                                                                                    | Brest                 | Harsefeld       | 53° 26′ 5″ N, 9° 23′ 22″ O  | deag                                                      | 2021 Repowering (5× Vestas V150-5.6MW statt 11× Nordex N60/1300) |
| Windpark Bützfleth                   | 2003                     | 5,0                   | 5      | NEG Micon NM60/1000 (5×)                                                                                  | Bützfleth             | Stade           | 53° 38′ 20″ N, 9° 27′ 1″ O  | WPD, Ing.Henning Holst                                    | Erweiterung war geplant |
| Windpark Daensen-Ardestorf           | 2016-2017                | 15,0                  | 5      | Enercon E-115 (5×)                                                                                        | Daensen Ardestorf     | Buxtehude       | 53° 25′ 31″ N, 9° 43′ 19″ O |                                                           | Erweiterung auf Ardestorfer Seite geplant (3× Vestas V126-3.6MW) |
| Windpark Deinste-Helmste             | 2003–2004 2014 2016      | 48,1                  | 22     | Enercon E-66/18.70 (14×) Enercon E-82 E2 (2×) Enercon E-101 (6×)                                          | Deinste Helmste       | Deinste         | 53° 30′ 52″ N, 9° 27′ 48″ O | Bürger-WP Deinste-Helmste                                 | 2024 Repowering von 14× Enercon E-66/18.70 durch 5 Neuanlagen geplant |
| Windpark Drochtersen                 | 1995 2003 2016           | 19,85                 | 10     | Vestas V42-600kW (4×) Enercon E-92 (1×) Enercon E-101 (2×) Enercon E-115 (3×)                             | Drochtersen           | Drochtersen     | 53° 41′ 4″ N, 9° 23′ 4″ O   | Germania Windpark, WPD, Ing.Henning Holst, e3 GmbH, PSEEG | 2016 Repowering (1× Enercon E-92, 2× Enercon E-101 und 3× Enercon E-115 statt 3× Vestas V42-600kW, 2× NEG Micon NM64c/1500 und 1× Enercon E-70) Bau von 1× Areva 8MW Prototyp war geplant Repowering von 4× Vestas V42-600kW geplant |
| Windpark Engelschoff                 | 2017                     | 11,75                 | 5      | Enercon E-92 (5×)                                                                                         | Engelschoff           | Engelschoff     | 53° 39′ 8″ N, 9° 19′ 15″ O  | PNE                                                       | |
| Windpark Essel                       | 2017                     | 13,2                  | 4      | Vestas V112-3.3MW (4×)                                                                                    | Essel                 | Essel           | 53° 28′ 21″ N, 9° 15′ 26″ O | swb                                                       | |
| Windpark Kranenburg                  | 2002 2017 2019-2020      | 17,85                 | 7      | Vestas V126-3.45MW (1×) Vestas V126-3.6MW (4×)                                                            | Kranenburg            | Kranenburg      | 53° 35′ 39″ N, 9° 12′ 50″ O | UMaAG                                                     | 2019-2020 Repowering (1× Vestas V126-3.45MW und 4× Vestas V126-3.6MW statt 1× GE Wind Energy 1.5s und 5× GE Wind Energy 1.5sl) |
| DLR-Forschungspark Krummendeich      | 2022                     | 8,52                  | 2      | Enercon E-115 EP3 E4 (2×)                                                                                 | Krummendeich          | Krummendeich    | 53° 48′ 51″ N, 9° 13′ 24″ O | DLR Forschungspark Windenergie Krummendeich               | Prototypen der Enercon E-115 EP3 E4 mit der E-Nacelle, eine weitere Anlage mit 500 kW Nennleistung soll später gebaut werden |
| Windpark Kuhla                       | 2000 2021                | 16,8                  | 4      | Vestas V136-4.2MW (4×)                                                                                    | Kuhla                 | Himmelpforten   | 53° 36′ 10″ N, 9° 17′ 11″ O | WKN                                                       | 2021 Repowering (4× Vestas V136-4.2MW statt 4× Vestas V66-1.65MW) |
| Windpark Kutenholz-Aspe              | 2004 2024                | 37,2                  | 18     | Enercon E-66/18.70 (16×) Enercon E-138 EP3 E2 (2×)                                                        | Kutenholz Aspe        | Kutenholz       | 53° 29′ 3″ N, 9° 21′ 31″ O  | WP Rhede, Energie 3000 Energie und Umweltgesellschaft     | Erweiterung in Bau |
| Windpark Mulsum                      | 2017                     | 23,3                  | 8      | Enercon E-82 E2 (1×) Enercon E-115 (7×)                                                                   | Mulsum                | Kutenholz       | 53° 30′ 6″ N, 9° 19′ 32″ O  | swb                                                       | |
| Windpark Oederquart-Wischhafen       | 1997 1999 2003 2020 2024 | 83,76                 | 14     | Vestas V44-600kW (2×) Enercon E-126 EP4 (2×) Enercon E-160 EP5 E3 (6×) Nordex N163/6800 (6×)              | Oederquart Wischhafen | Wischhafen      | 53° 47′ 31″ N, 9° 17′ 5″ O  | Bürger-WP Oederquart, Denker & Wulf, Energiekontor        | 3 Enercon E-66/15.66 ursprünglich 1997 bei Frischborn (Hessen) errichtet und dort wegen Planungsfehlern wieder zurückgebaut 2016 Brand einer Enercon E-66/15.66, die später wieder neu aufgebaut wurde 2020 Repowering (2× Enercon E-126 EP4 statt 4× Vestas V44-600kW) 2022 Rückbau von 1× Vestas V63-1.5MW und 10× Vestas V66-1.65MW, 2024 Ersatz durch 6× Nordex N163/6800 in Bau Repowering im Gange (6× Enercon E-160 EP5 E3 statt 10× Enercon E-66/15.66) |
| Windpark Ritsch                      | 2003                     | 6                     | 4      | GE Wind Energy 1.5s (4×)                                                                                  | Ritsch                | Drochtersen     | 52° 10′ 53″ N, 9° 23′ 22″ O | UMaAG                                                     | Repowering von 3× GE Wind Energy 1.5s geplant |
| Windpark Wechtern                    | 1995                     | 1,8                   | 3      | Vestas V44-600 kW (3×)                                                                                    | Wechtern              | Krummendeich    | 53° 49′ 36″ N, 9° 11′ 15″ O | Energiekontor                                             | |
| Windpark Wetterdeich                 | 1997 2002 2019 2020      | 29,05                 | 9      | Enercon E-115 E2 (8×) Vestas V112-3.45MW (1×)                                                             | Wetterdeich           | Oederquart      | 53° 47′ 33″ N, 9° 9′ 19″ O  | Denker&Wulf                                               | 2020 Repowering (1× Vestas V112-3.45MW statt 1× Vestas V80-2MW und 1× Enercon E-115 E2 sowie 1× Enercon E-101 statt 2× REpower MD70 und 3× Vestas V44-0.6MW) |

## Kleinwindkraftanlagen
| Name                                              | Baujahr | Gesamt- leistung (KW) | Anzahl | Typ (WKA)                   | Ort         | Gemeinde                | Koordinaten                 | Projektierer / Betreiber   | Bemerkungen |
| ------------------------------------------------- | ------- | --------------------- | ------ | --------------------------- | ----------- | ----------------------- | --------------------------- | -------------------------- | ----------- |
| Kleinwindkraftanlage Buxtehude                    | 2023    | 7,5                   | 1      | BRAUN Antaris 7,5kW (1×)    | Buxtehude   | Buxtehude               |                             |                            |             |
| Kleinwindkraftanlage Grünendeich                  | 2022    | 1                     | 1      | SkyWind NG 5.4 (1×)         | Grünendeich | Grünendeich             |                             |                            |             |
| Kleinwindkraftanlagen Harsefeld                   | 2014    | 19,6                  | 2      | Aircon 10s (2×)             | Harsefeld   | Harsefeld               | 53° 27′ 39″ N, 9° 32′ 19″ O | Hof Althausen Wind         |             |
| Kleinwindkraftanlage Oederquart                   | 2024    | 10                    | 1      | PSW EN-Drive 2000/10 (1×)   | Oederquart  | Oederquart              |                             |                            | In Bau      |
| Kleinwindkraftanlage Oldendorf                    | 2024    | 1                     | 1      | SkyWind NG 1kW (1×)         | Oldendorf   | Oldendorf-Himmelpforten |                             |                            |             |
| Kleinwindkraftanlage Ottenbeck                    | 2021    | 0,24                  | 1      | AeroCraft AC240 (1×)        | Ottenbeck   | Stade                   | 53° 34′ 45″ N, 9° 29′ 32″ O | Komzet InnoGTec            |             |
| Kleinwindkraftanlage Ritsch                       | 2013    | 2                     | 1      | FD2000 (1×)                 | Ritsch      | Drochtersen             | 53° 42′ 24″ N, 9° 24′ 40″ O | Klinkwerk Rusch GmbH & Co. |             |
| Kleinwindkraftanlagen Weißenfelde                 | 2018    | 9,9                   | 1      | Tozzi Nord S.r.l TN535 (1×) | Weißenfelde | Harsefeld               | 53° 26′ 28″ N, 9° 32′ 53″ O |                            |             |
| Kleinwindkraftanlage Wischhafen                   | 2023    | 1                     | 1      | SkyWind NG 1kW (1×)         | Wischhafen  | Wischhafen              | 53° 46′ 33″ N, 9° 19′ 20″ O |                            |             |
| Kleinwindkraftanlage Wischhafen-Glückstädter Str. | 2016    | 0,012                 | 1      | AirBreeze 12V (1×)          | Wischhafen  | Wischhafen              | 53° 47′ 9″ N, 9° 20′ 13″ O  |                            |             |

## Windpumpen
| Name                                  | Baujahr                | Anzahl | Typ (WKA)       | Ort         | Gemeinde    | Koordinaten                 | Projektierer / Betreiber | Bemerkungen                                                                                                |
| ------------------------------------- | ---------------------- | ------ | --------------- | ----------- | ----------- | --------------------------- | ------------------------ | --- |
| Windpumpe Alte Hollerner Moorwettern  | Zwischen 2002 und 2009 | 1      | Windpumpe       | Stade       | Stade       | 53° 35′ 17″ N, 9° 30′ 31″ O |                          | |
| Windpumpe Barnkrug                    | 2002                   | 1      | Molzan MW2000/5 | Barnkrug    | Drochtersen | 53° 40′ 50″ N, 9° 28′ 33″ O |                          | |
| Windpumpe Engelschoff                 | 2015                   | 1      | Windpumpe       | Engelschoff | Engelschoff | 53° 39′ 43″ N, 9° 18′ 49″ O |                          | Bereits abgebaut                                                                                           |
| Windpumpe Hollerner Moorwettern (neu) | Zwischen 2002 und 2009 | 1      | Windpumpe       | Stade       | Stade       | 53° 34′ 47″ N, 9° 31′ 19″ O |                          | 2014 wurden die Rotorblätter und eine Windfahne abgenommen. Der Turm mit der zweiten Windfahne steht noch. |
| Windpumpe Im Horn (Osten)             | 2017                   | 1      | Windpumpe       | Im Horn     | Engelschoff | 53° 40′ 26″ N, 9° 17′ 43″ O |                          | |
| Windpumpe Im Horn (Westen)            | 2000                   | 1      | Windpumpe       | Im Horn     | Engelschoff | 53° 40′ 27″ N, 9° 17′ 13″ O |                          | Die Pumpe ist seit ein paar Jahren außer Betrieb.                                                          |
| Windpumpe Schnackenburger Graben      | 2001                   | 1      | Windpumpe       | Stade       | Stade       | 53° 34′ 58″ N, 9° 30′ 27″ O |                          | |
| Windpumpen Südlicher Sielgraben       | ?                      | 2      | Windpumpen      | Balje       | Balje       | 53° 49′ 48″ N, 9° 2′ 34″ O  |                          | |